# Cantó de Morée
El cantó de Morée és un cantó francès del departament del Loir i Cher a la regió del Centre - Vall del Loira. Està enquadrat al districte de Vendôme, té 13 municipis i el cap cantonal és Morée.

## Municipis
- Brévainville
- Busloup
- Danzé
- Fréteval
- Lignières
- Lisle
- Morée
- Pezou
- Rahart
- Saint-Firmin-des-Prés
- Saint-Hilaire-la-Gravelle
- Saint-Jean-Froidmentel
- La Ville-aux-Clercs

## Història
| Data d'elecció                           | Identitat        | Partit        | Qualitat |
| ---------------------------------------- | ---------------- | ------------- | -------- |
| 1945-1955                                | Norbert Ménager  | SFIO          |          |
| 1955-1970                                | Clément Héron    | Divers droite |          |
| 1970-1977                                | André Moussaron  | Divers droite |          |
| 1977-2008                                | Paul Martinet    | Divers droite |          |
| 2008-                                    | Bernard Pillefer | Divers droite |          |
| les dades anteriors no són pas conegudes |                  |               |          |
|                                          |                  |               |          |

## Demografia
| A partir de 1990 : Població sense dobles comptes |